# Teliana Pereira
Teliana Pereira (Santana do Ipanema, 20 de julho de 1988) é uma ex-tenista brasileira. É irmã do tenista brasileiro José Pereira. 
Profissionalizou-se em 2005, ganhou dois títulos de simples no circuito WTA e chegou a 43ª em 2015, também em simples.
Atualmente, Teliana é comentarista de tênis dos canais ESPN do Brasil e do streaming Star+, além de administrar a "Academia Pereira Tennis" em Campo Largo, que dispõe de estrutura para a prática de tênis e padel.  Casou-se com o futebolista Paulo André e teve um filho.

## Biografia
Sua origem é o município de Águas Belas, no agreste de Pernambuco. O povoado onde a família de Teliana Pereira morava, Barra de Tapera, na divisa com Alagoas, não tinha maternidade, e por isso a tenista nasceu no município alagoano de Santana do Ipanema, a área urbana mais próxima. A família de Teliana migrou para o estado do Paraná quando ela tinha apenas oito anos de idade. O pai dela tinha arranjado um emprego em uma academia de tênis, e arranjava serviço para os sete filhos, com Teliana servindo de gandula (ou popularmente conhecido como "boleiro" no tênis). O francês dono do lugar, Didier Rayon, dava aos irmãos Pereira espaço nas aulas sempre que faltava um aluno, e Teliana, que tinha criado um interesse no tênis ao ver o irmão Renato jogando, começou a jogar aos 8 anos. Um ano depois já ganhou um torneio, e assim Rayon decidiu se tornar seu técnico.

## Carreira

### Primeiros anos
Iniciou a carreira profissional em 2005, depois de ótimas atuações como juvenil e, em 2007, já como profissional, deu um pulo na carreira atingindo seu melhor ranking até então, 196° do mundo, e tornando-se a número 1 do Brasil. Nessa temporada conquistou três títulos seguidos no circuito future em Atenas (Grécia), em Amiens (França) e em Foggia (Itália).
Nos jogos Jogos Pan-Americanos de 2007, no Rio de Janeiro, ao lado da compatriota Joana Cortez, ganhou a medalha de bronze na modalidade de duplas.

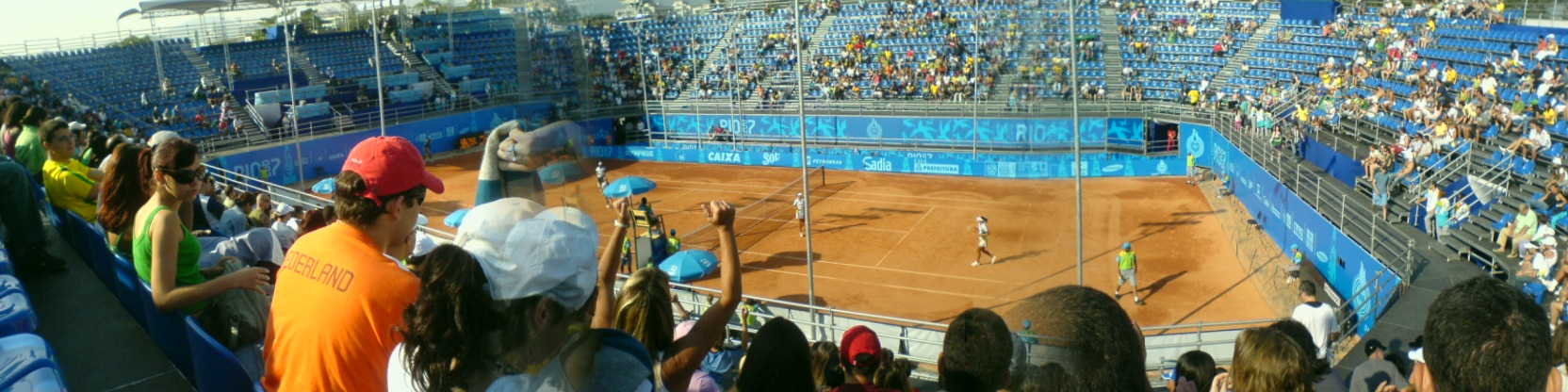
Teliana Pereira e Joana Cortez jogando nos Jogos Pan-americanos Rio 2007

### 2013

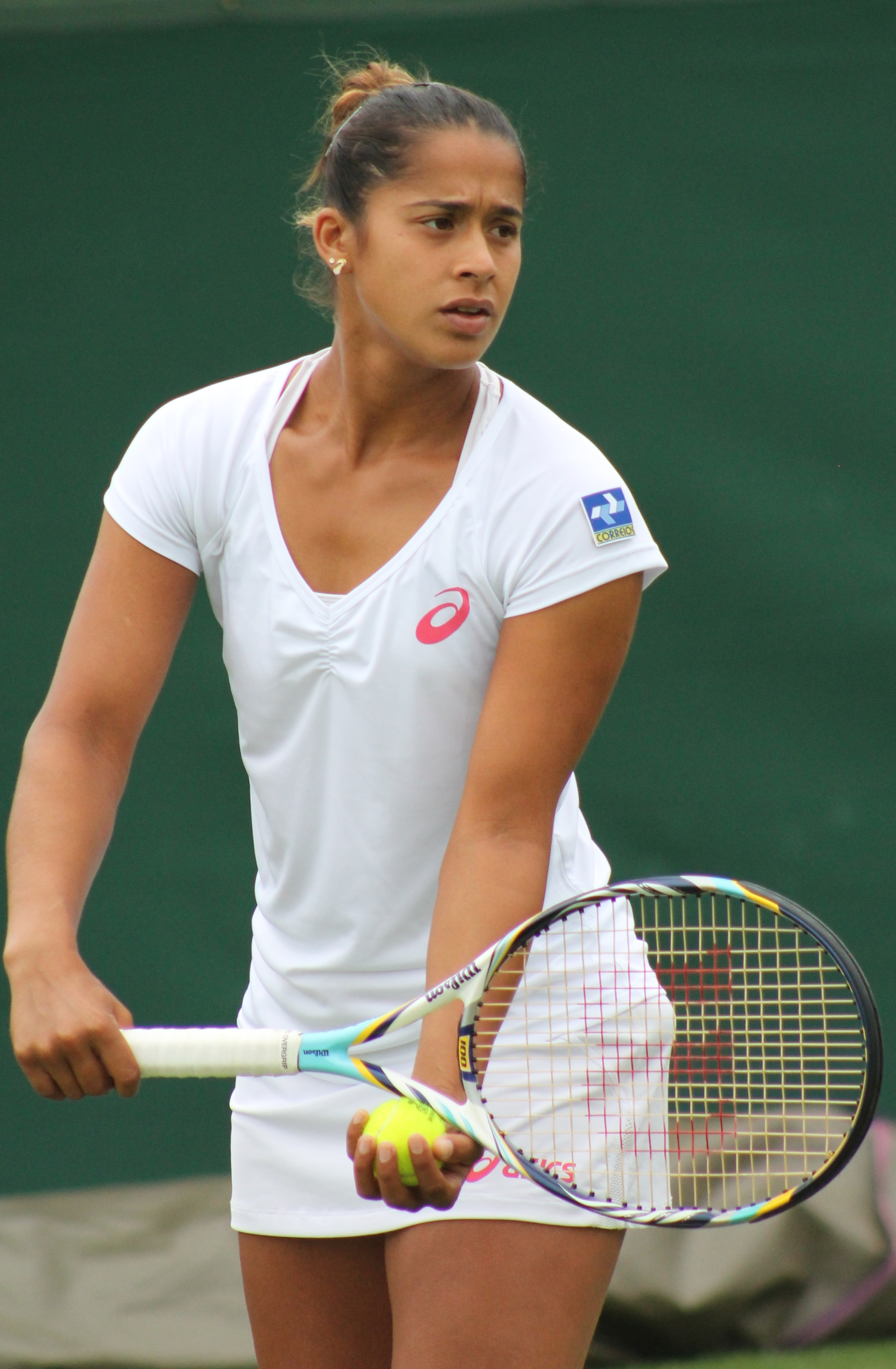
Teliana no quali do torneio de Wimbledon em 2013

Em 2013, Teliana, a então 156ª colocada do ranking mundial e única brasileira no top 300, venceu a francesa Alizé Cornet, a 36ª do mundo, no torneio WTA de Bogotá. Com o resultado, ela se tornou a primeira brasileira a alcançar as quartas de final de um WTA desde Vanessa Menga, que atingiu a mesma fase em 1999, também em Bogotá. No dia seguinte, derrotou a luxemburguesa Mandy Minella, chegando à semifinal. Na semi, perdeu para a Argentina Paula Ormaechea. Com essa campanha, subiu 40 posições no ranking e, em 25 de fevereiro de 2013 aparecia como a 116ª melhor do mundo. Além disso, foi a melhor campanha de uma brasileira desde 1989, quando Niege Dias foi às semifinais do WTA de Niagara Falls, nos Estados Unidos.
Após campanha histórica para o tênis feminino brasileiro em Bogotá, Teliana perdeu logo na estreia do WTA de Florianópolis, em Santa Catarina, para a tenista alemã Tatjana Malek, então número 105 do mundo, por 2 sets a 0, com parciais de 4/6 e 2/6.
Em maio de 2013, Teliana quase obteve a vaga para a chave principal de Roland Garros. Chegou à última rodada do qualy, e chegou a ser candidata a lucky loser (tenista que entra na chave principal de um Grand Slam se tiver perdido na última rodada do qualy e se alguém desistir da chave), mas não houve desistências. Ela também foi à segunda rodada do qualy de Wimbledon. Conquistou dois títulos ITF de 25 mil dólares (Perigueux e Denain), com isso obtendo pontos suficientes para alcançar o 105º posto do ranking mundial feminino.
Em 29 de julho de 2013 se tornou a primeira tenista brasileira a chegar no top 100 mundial de simples desde o ano de 1990, quando Andrea Vieira, em 16 de abril daquele ano, caiu da 95ª colocação do ranking mundial.
Em setembro de 2013, Teliana chegou a três finais seguidas de torneios ITF de U$ 25 mil, ganhando os três títulos (Mont-de-Marsan, Saint-Malo e Sevilha). Como resultado, em 7 de outubro chegou ao ranking de n. 88 do mundo.

### 2014
Em 2014 participou do seu primeiro Grand Slam na carreira, no Australian Open. Perdeu na estreia, derrotada pela russa Anastasia Pavlyuchenkova, então 30ª do ranking mundial. O placar foi de 2 sets a 0, com parciais de 6/7 e 4/6.

Em fevereiro de 2014, Teliana jogou o WTA do Rio Open, no Rio de Janeiro. Venceu três jogos e só parou nas semifinais do torneio, ficando a uma vitória de sua primeira decisão de uma competição de nível WTA. E sobre o torneio carioca ela declarou: 
"É muito legal. Estava chegando e pensando: passei uma semana tão incrível aqui, só espero que seja ainda melhor em 2015, que eu possa jogar ainda melhor. A semifinal foi um resultado incrível, mas gostaria de ir mais longe".
Na semana seguinte, não conseguiu repetir no WTA de Florianópolis, em Santa Catarina, a ótima campanha que obteve na semana anterior no WTA do Rio Open, no Rio de Janeiro, quando chegou às
semifinais do torneio. Teliana, que havia conseguido uma boa vitória na estreia em Florianópolis, ao fazer dois sets a 0 na espanhola María Teresa Torró Flor, caiu na segunda rodada (oitavas de final) da competição disputada na capital catarinense ao perder para a tenista romena Alexandra Dulgheru também por 2 sets a 0, com parciais de 7/5 e 6/2.
Na sequência, ainda embalada após duas semanas jogando no Brasil, onde chegou à semifinal do WTA do Rio Open e oitavas de final do WTA de Florianópolis, Teliana passou pela cazaque Yulia Putintseva na primeira rodada do qualifying do WTA Premier de Indian Wells, nos Estados Unidos, por 2 sets a 0, com parciais de 6/3 e 6/3. Porém, em seguida, não conseguiu entrar na chave principal do torneio norte-americano, pois foi eliminada na última rodada do qualifying pela britânica Heather Watson, que venceu o duelo por 2 sets a 0, com duplo 2/6.
Em abril, jogando no Premier de Charleston, nos Estados Unidos, ela alcançou as oitavas de final do torneio. E mesmo sendo impedida de chegar as quartas de final, pois perdeu para a eslovaca Daniela Hantuchova em sets diretos, por 2/6 e 3/6, Teliana conseguiu durante a competição derrotar pela primeira vez na carreira a uma tenista top 30 do ranking mundial; e isso aconteceu sobre a romena Sorana Cîrstea, então cabeça-de-chave n° 8 do torneio americano. A partida terminou com as parciais de 3/6, 6/3 e 7/6 (7-0).  Em abril de 2015, ao conquistar o WTA de Bogotá, na Colômbia, ela então com 26 anos e 130ª do ranking mundial, tornou-se a primeira tenista brasileira a conquistar um torneio de nível WTA depois de 27 anos. E sobre essa conquista, o ex-tenista profissional Fernando Meligeni afirmou: "Não é fácil vencer um torneio da WTA. Isso mostra que ela é diferenciada".
Em maio, jogando pelo Torneio de Roland Garros, venceu seu primeiro jogo em um Grand Slam. Pois Teliana, que disputava a chave principal da competição pela primeira vez, venceu sua partida de estreia, onde enfrentou a tailandesa Luksika Kumkhum, 114ª colocada do ranking mundial, e sofreu no início, mas conseguiu virada no placar para ficar com a vitória por 2 sets a 1, com parciais de 4/6, 6/1 e 6/1. Com essa vitória, ela quebrou um jejum de 25 anos sem triunfo de tenistas brasileiras na competição, pois a última vitória de uma atleta do Brasil em Roland Garros havia sido em 1989, quando Andrea Vieira e Niege Dias venceram duas partidas e chegaram à terceira rodada do torneio francês. Mas em seguida, pela segunda rodada do torneio de Roland Garros, Teliana até que tentou segurar a experiente tenista romena Sorana Cîrstea, esta cabeça de chave número 26 do torneio, mas não deu certo, pois em um jogo em que teve que se defender muito para segurar o jogo agressivo da romena, ela perdeu por 2 sets a 0 e pelas parciais de 2/6 e 5/7.
Em junho, pela primeira vez disputou a chave principal do tradicional Torneio de Wimbledon, mas apesar do esforço, não ofereceu riscos a adversária e acabou eliminada na estreia da competição, pois enfrentou a romena Simona Halep, que era a terceira no ranking mundial e perdeu por um duplo 2/6.
Na sequência, Teliana jogou pouco depois de Wimbledon, pois em partida válida pela primeira rodada do WTA de Bastad, em quadra de saibro, acabou se retirando do jogo após apenas quatro games disputados por causa de dores no joelho.
Em agosto, disputou pela primeira vez a chave principal do Grand Slam do US Open, nos Estados Unidos. E assim como aconteceu no Open da Austrália, ela voltou a encontrar Anastasia Pavlyuchenkova da Rússia em sua partida de estreia. E mais uma vez a vitória foi da tenista russa, mas diferentemente do jogo decidido nos detalhes na Austrália, Teliana acabou sendo amplamente dominada pela então 24ª do ranking mundial, caindo por 2/6 e 0/6 em apenas 57 minutos de partida. Mesmo eliminada, na primeira rodada, ela fez história, pois se tornou a segunda brasileira a disputar os quatro torneios de Grand Slam numa mesma temporada. Antes, só Maria Esther Bueno havia jogado os quatro grandes torneios do circuito em uma mesma temporada, e isso aconteceu por duas vezes, em 1960 e 1965.
Na segunda semana de setembro, desistiu da semifinal de um torneio do nível ITF, em Saint Malo, na França, por conta de uma inflamação no joelho. E por causa desse problema, Teliana não jogou mais durante a temporada.

### 2015

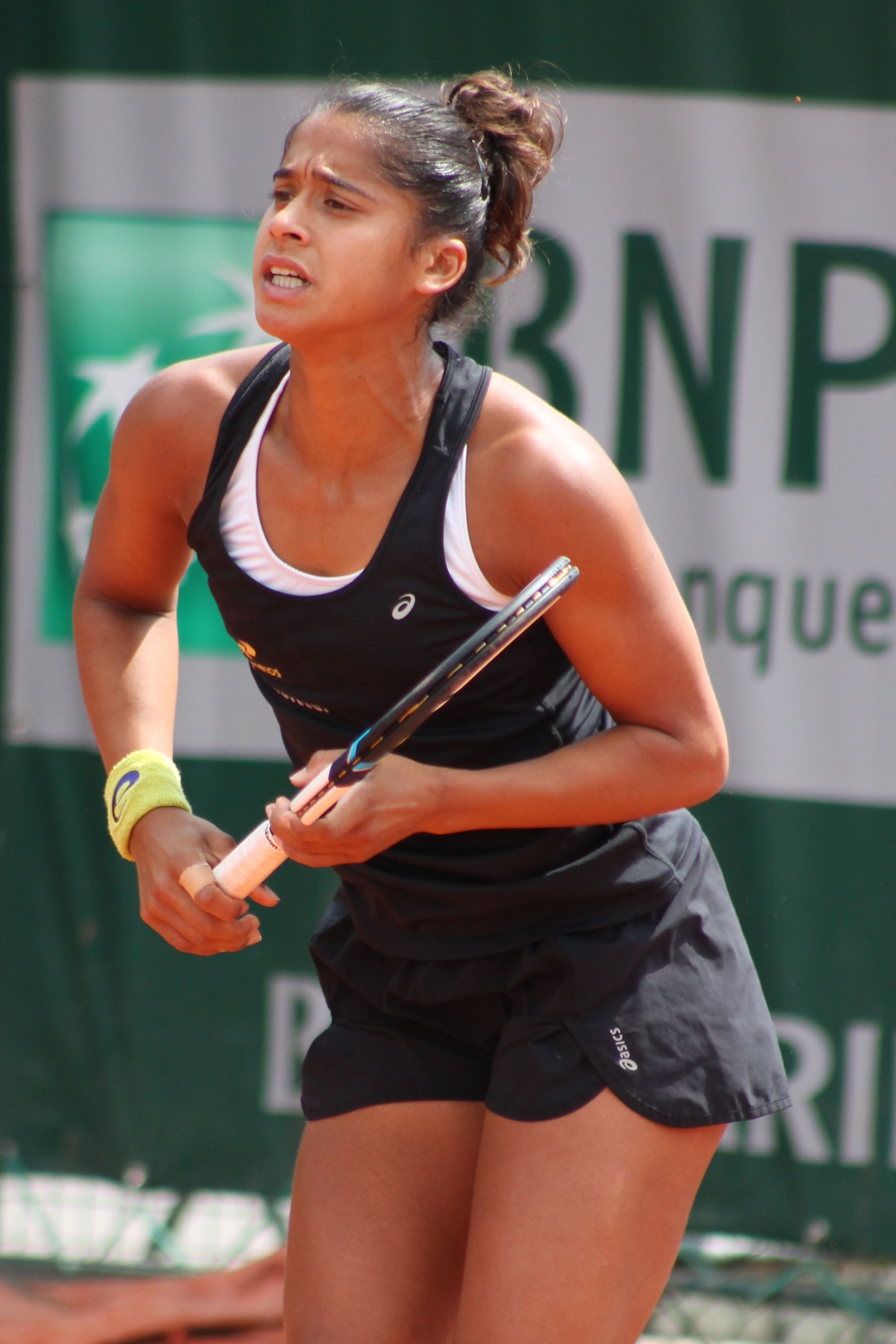
Teliana no torneio de Roland Garros, em 2015

Teliana Pereira começou a temporada de 2015 com maus resultados, pois perdeu para a sérvia Jovana Jakšić no qualificatório do WTA de Brisbane, acabou derrotada pela russa Ekaterina Bychkova no qualificatório do Aberto da Austrália, e foi eliminada pela italiana Sara Errani na primeira rodada do WTA do Rio Open, no Rio de Janeiro. Mas, em 6 de abril, ela derrotou a paraguaia Verónica Cepede Royg na final do Challenger de Medellín]] e conquistou o título do torneio colombiano.
Na sequência, ainda em abril, Teliana, então com 26 anos e 130ª do mundo, tornou-se a primeira tenista brasileira a conquistar um torneio de nível WTA depois de 27 anos. E, para isso acontecer, na estreia do WTA de Bogotá, na Colômbia, ela derrotou a campeã de Roland Garros de 2010, a italiana Francesca Schiavone. Depois venceu a luxemburguesa Mandy Minella e a espanhola Lourdes Domínguez. Na semifinal ganhou em sets diretos da ucraniana Elina Svitolina, então número 27 do ranking. Na final, ela derrotou a cazaque Yaroslava Shvedova, então 75ª colocada do ranking, por 2 sets a 0, com parciais de 7/6 (7-2) e 6/1, sem perder sets. Sobre essa conquista, o ex-tenista profissional Fernando Meligeni afirmou: "Não é fácil vencer um torneio da WTA. Isso mostra que ela é diferenciada". A conquista inédita do WTA de Bogotá também rendeu à Teliana Pereira nada menos que 49 posições no ranking. À época, a tenista número 1 do Brasil, ela também voltou ao top 100 e bateu sua melhor colocação, aparecendo na 75ª posição mundial.

Em maio, Teliana foi eliminada do ITF de Saint-Gaudens, na França, de maneira inacreditável. Pois, em confronto válido pela fase de quartas de final, ela acabou desclassificada após o final do primeiro set diante da eslovaca Jana Čepelová por mandar a raquete na direção do público após tentar isolar a bolinha. Principal favorita ao título da competição, ela lamentou a eliminação e comentou: 
"Estou muito chateada. Foi triste o que aconteceu hoje em Saint-Gaudens. Em um momento de frustração, joguei a bola contra a tela; a raquete escapou da minha mão e parou na arquibancada. Por sorte, pegou apenas de raspão em uma pessoa e não a feriu, mas acabei desclassificada". "É a regra. Nunca tive a intenção de jogar a raquete em alguém, e nem costumo jogá-la na quadra. Na hora, fui me desculpar com a senhora atingida. Ela trabalha no torneio, um dos que eu mais me sinto em casa e (onde) me tratam como se fosse uma local. Eles todos me apoiaram e entenderam que não foi intencional. Ficaram tão arrasados quanto eu".
Na semana seguinte, pelo Torneio de Roland Garros, Teliana derrotou três adversárias no qualificatório (onde havia entrado como cabeça-de-chave nº1). Já na chave principal, eliminou a tenista francesa Fiona Ferro na estreia, mas em seguida, pela segunda rodada, se defrontou com a nº 9 do ranking mundial, a russa Ekaterina Makarova. E em um duelo disputado, perdeu por 2 sets a 1 para a tenista da Rússia, com parciais de 2/6, 7/5 e 3/6.
Em junho, pelo tradicional Torneio de Wimbledon, ela saiu na frente nos dois sets, mas permitiu a virada e acabou sendo eliminada na estreia do Grand Slam britânico pela italiana Camila Giorgi, então 31ª cabeça de chave, por 2 sets a 0, com parciais de 6/7(4) e 3/6.
Entre o final de julho e o início de agosto, Teliana disputou o WTA de Florianópolis no Costão do Santinho, em Santa Catarina. E, durante a competição, ela derrotou María Irigoyen, Risa Ozaki, Laura Siegemund e Anastasija Sevastova para chegar à final do torneio. Já na decisão, Teliana Pereira fez a festa da torcida ao conquistar o título da terceira edição do WTA de Florianópolis. Com essa conquista, ela faturou seu segundo troféu de nível WTA na carreira, ao superar na final a tenista alemã Annika Beck por 2 sets a 1, com parciais de 6/4, 4/6 e 6/1, em uma partida de 2 horas e 36 minutos. O título conquistado por Teliana em Florianópolis permitiu que ela quebrasse um jejum de 28 anos no tênis feminino brasileiro pois, com os pontos adquiridos, ela subiu 30 posições no ranking da Associação de Tênis Feminino (WTA) e furou o top 50 mundial, passando a figurar na 48ª posição do ranking. A última tenista nacional a alcançar o feito foi Niege Dias, em 1988.
No início de outubro, Teliana obteve mais um marco em sua carreira, pois ela não apenas disputou seu primeiro WTA Premier Mandatory, como também conseguiu expressiva vitória sobre a romena Alexandra Dulgheru, então 55º do ranking, pelas parciais de 7/5 e 6/2.

### 2016

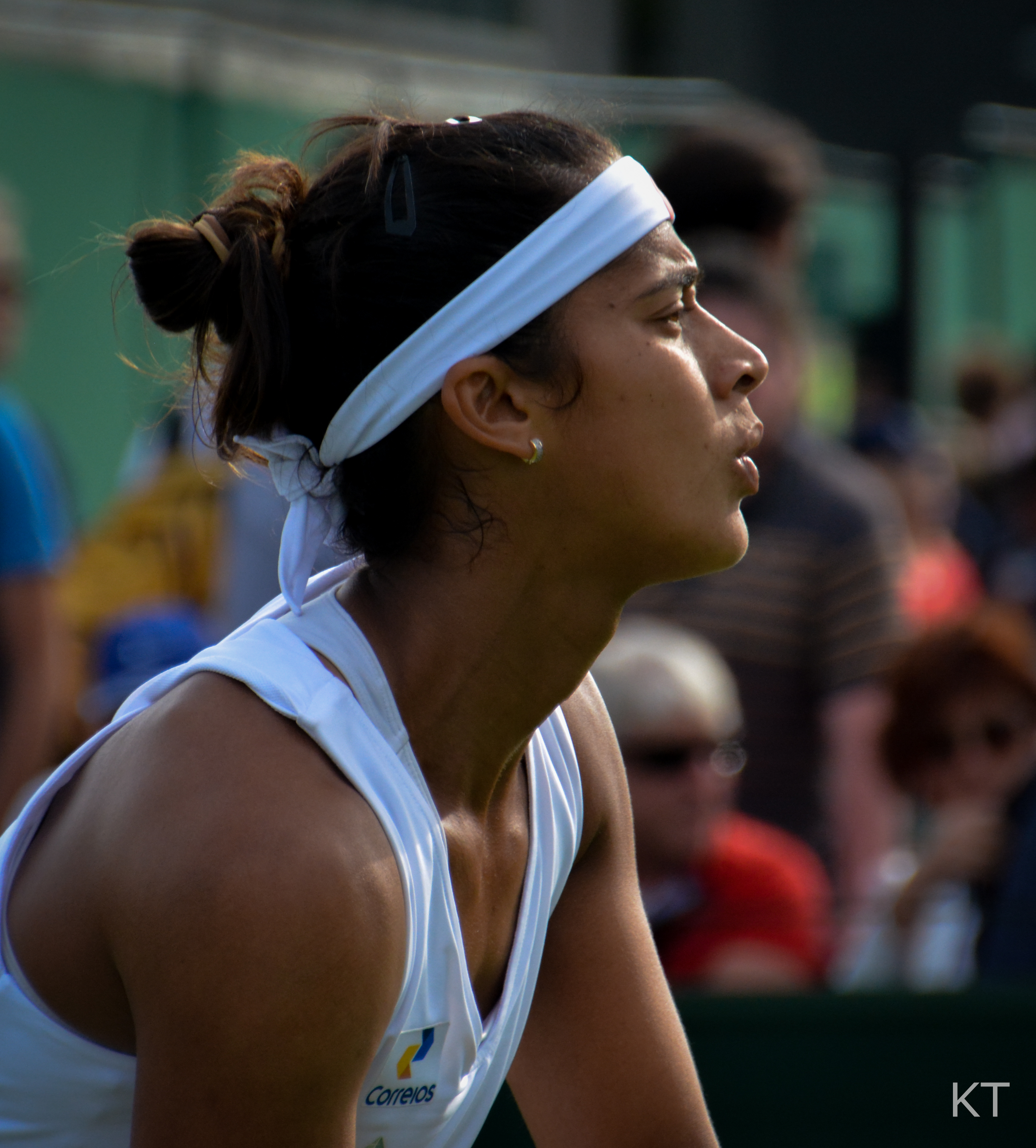
Teliana durante o torneio de Wimbledon em 2016

Teliana Pereira não começou a temporada da melhor forma, pois foi facilmente batida no seu jogo de estreia na temporada 2016. Então a número 46 do mundo, ela perdeu na primeira rodada do Torneio WTA de Brisbane para a alemã Andrea Petkovic, então 24ª colocada no ranking da WTA, por 2 sets a 0, com parciais de 6/1 e 6/2, em 1 hora e 18 minutos. Na semana seguinte, Teliana voltou a sofrer uma derrota e, dessa vez, ela perdeu na estreia do Torneio WTA de Hobart para a britânica Heather Watson, então a 53ª colocada no ranking da WTA, por 2 sets a 0, com parciais de 6/3 e 6/0, em apenas 1 hora e 13 minutos. Em 2016, Teliana também perdeu no US Open na primeira rodada para Suarez Navarro em um duplo 6/0, acentuando ainda mais a situação em sua temporada. Teliana completou 2016 fora do top 200, pela primeira vez em quatro anos.
Em março,  jogando na chave principal do Miami Open, vence na estreia a compatriota Beatriz Haddad Maia, então uma das participantes que havia entrado com um "wild card" no torneio .
Com vagas nos Jogos Olímpicos Rio 2016 como atleta do país-sede, Teliana foi eliminada na estreia das simples e duplas (na segunda junto de Paula Gonçalves), e nas duplas mistas com Marcelo Melo chegou às quartas.

### 2017
Seu melhor resultado foi a 2ª fase do Australian Open, onde perdeu para a alemã Mona Barthel. Em fevereiro, ganhou três jogos de sete (incluindo duplas) no Zonal das Américas, Grupo I, da Fed Cup, mas o Brasil sequer chegou à repescagem de promoção. Os torneios WTA foram diminuindo e os ITF, aumentando. Disputou qualificatórios e o máximo que conseguiu foi chegar à segunda fase de chaves principais.  Eventualmente frustrada com as dores e resultados ruins, decidiu não jogar o segundo semestre, no qual se dedicaria aos amigos e planejaria seu casamento.

### 2018
Com um um novo técnico, Leo Azevedo, e um ranking menor, o calendário foi composto somente de ITFs. O maior que disputou foi o de Cagnes-sur-Mer, em maio, onde não passou da 1ª fase. Chegou a duas quartas de final: 60 000 Brescia (perdeu para Nathaly Kurata) e 25 000 Braunschweig (perdeu para Anastasia Zarycka).

### 2019
Em maio, atingiu as quartas de final de um 25 000, em Roma. No mês seguinte, mesma fase nos 60 000 de Versmold e 25 000 de Bad Saulgau. Ainda ficaria entre as oito melhores nos 60 000 de Assunção. Seu melhor resultado, no entanto, foi na italiana Pula (25 000), caindo apenas na final para a croata Tena Lukas.

### 2020
O ano da pandemia de covid-19 foi também o ano da despedida. Três torneios até fevereiro, sendo o derradeiro a fase qualificatória da Fed Cup, onde o Brasil perdeu para a Alemanha. No saibro de Florianópolis, a alagoana perdeu de Laura Siegemund por duplo 6–3.
Em 28 de setembro, aos 32 anos, anunciou a aposentadoria em entrevista ao podcast Match Point, do Grupo Globo.

## Evolução do ranking de simples
:
| Ano  | Melhor posição | Posição no final da temporada |
| ---- | -------------- | ----------------------------- |
| 2020 | 359ª           |                               |
| 2019 | 370ª           | 375ª                          |
| 2018 | 355ª           | 629ª                          |
| 2017 | 183ª           | 352ª                          |
| 2016 | 43ª            | 204ª                          |
| 2015 | 43ª            | 45ª                           |
| 2014 | 87ª            | 106ª                          |
| 2013 | 87ª            | 90ª                           |
| 2012 | 159ª           | 175ª                          |
| 2011 | 292ª           | 339ª                          |

| Ano  | Melhor posição | Posição no final da temporada |
| ---- | -------------- | ----------------------------- |
| 2010 | 453ª           | 540ª                          |
| 2009 | 393ª           | —                             |
| 2008 | 203ª           | 393ª                          |
| 2007 | 196ª           | 213ª                          |
| 2006 | 504ª           | 604ª                          |
| 2005 | 799ª           | 884ª                          |
| 2004 | 873ª           | 936ª                          |
| 2003 | 871ª           | —                             |

## Finais

### Circuito WTA
| Categoria         | S   | D   | DM  |
| ----------------- | --- | --- | --- |
| Grand Slam        | 0–0 | 0–0 | 0–0 |
| Fim de temporada  | 0–0 | 0–0 | —   |
| Jogos Olímpicos   | 0–0 | 0–0 | 0–0 |
| Premier Mandatory | 0–0 | 0–0 | —   |
| Premier 5         | 0–0 | 0–0 | —   |
| Premier           | 0–0 | 0–0 | —   |
| International     | 2–0 | 0–0 | —   |

| Piso    | S   | D   | DM  |
| ------- | --- | --- | --- |
| duro    | 0–0 | 0–0 | 0–0 |
| saibro  | 2–0 | 0–0 | 0–0 |
| grama   | 0–0 | 0–0 | 0–0 |
| carpete | 0–0 | 0–0 | 0–0 |

#### Simples: 2 (2 títulos)
| Status | V–D | Data                 | Torneio               | Cidade/país           | Categoria     | Piso   | Adversária         | Resultado     |
| ------ | --- | -------------------- | --------------------- | --------------------- | ------------- | ------ | ------------------ | ------------- |
| Venceu | 2–0 | 1º de agosto de 2015 | Brasil Tennis Cup     | Florianópolis, Brasil | International | saibro | Annika Beck        | 6–4, 4–6, 6–1 |
| Venceu | 1–0 | 19 de abril de 2015  | Claro Open Colsanitas | Bogotá, Colômbia      | International | saibro | Yaroslava Shvedova | 7–62, 6–1     |

### Circuito WTA 125K

#### Duplas: 1 (1 vice)
| Status | V–D | Data              | Torneio       | Cidade/país    | Piso   | Parceira           | Adversárias                           | Resultado        |
| ------ | --- | ----------------- | ------------- | -------------- | ------ | ------------------ | ------------------------------------- | ---------------- |
| Perdeu | 0–1 | Fevereiro de 2013 | Copa Bionaire | Cáli, Colômbia | saibro | Florencia Molinero | Catalina Castaño Mariana Duque Mariño | 3–6, 6–1, [10–5] |

### Circuito ITF

#### Simples: 31 (22 títulos, 9 vices)
| Status | V–D  | Data             | Cidade/país                        | Categoria | Piso             | Adversária              | Resultado       |
| ------ | ---- | ---------------- | ---------------------------------- | --------- | ---------------- | ----------------------- | --------------- |
| Perdeu | 22–9 | Outubro de 2019  | Pula, Itália                       | 25 000    | saibro           | Tena Lukas              | 4–6, 3–6        |
| Venceu | 22–8 | Abril de 2015    | Medellín, Colômbia                 | 50 000    | saibro           | Verónica Cepede Royg    | 7–66, 6–1       |
| Perdeu | 21–8 | Setembro de 2014 | Alphen aan den Rijn, Países Baixos | 25 000    | saibro           | Denisa Allertová        | 3–6, ab.        |
| Perdeu | 21–7 | Julho de 2014    | Biarritz, França                   | 100 000   | saibro           | Kaia Kanepi             | 2–6, 4–6        |
| Venceu | 21–6 | Setembro de 2013 | Sevilha, Espanha                   | 25 000    | saibro           | Florencia Molinero      | 7–65, 6–3       |
| Venceu | 20–6 | Setembro de 2013 | Saint-Malo, França                 | 25 000    | saibro           | Pauline Parmentier      | 6–2, 6–1        |
| Venceu | 19–6 | Setembro de 2013 | Mont-de-Marsan, França             | 25 000    | saibro           | Pauline Parmentier      | 6–1, 6–4        |
| Venceu | 18–6 | Julho de 2013    | Denain, França                     | 25 000    | saibro           | Alberta Brianti         | 6–4, 7–5        |
| Venceu | 17–6 | Junho de 2013    | Périgueux, França                  | 25 000    | saibro           | Daniela Seguel          | 6–1, 6–4        |
| Venceu | 16–6 | Novembro de 2012 | Buenos Aires, Argentina            | 25 000    | saibro           | Amanda Carreras         | 6–1, 6–2        |
| Venceu | 15–6 | Outubro de 2012  | Sevilha, Espanha                   | 25 000    | saibro           | Estrella Cabeza Candela | 4–6, 7–63, 7–65 |
| Perdeu | 14–6 | Setembro de 2012 | Mont-de-Marsan, França             | 25 000    | saibro           | Timea Bacsinszky        | 6–2, 3–6, 6–2   |
| Perdeu | 14–5 | Junho de 2012    | Maribor, Eslovênia                 | 25 000    | saibro           | Anna-Lena Friedsam      | 2–6, 7–61, 6–2  |
| Venceu | 14–4 | Maio de 2012     | Rosário, Argentina                 | 25 000    | saibro           | Mailen Auroux           | 7–5, 7–65       |
| Perdeu | 13–4 | Abril de 2012    | Caracas, Venezuela                 | 25 000    | duro             | Adriana Pérez           | 6–1, 6–1        |
| Venceu | 13–3 | Julho de 2011    | Denain, França                     | 25 000    | saibro           | Valentyna Ivankhnenko   | 6–4, 6–3        |
| Venceu | 12–3 | Março de 2011    | Metepec, México                    | 10 000    | duro             | Amanda Fink             | 6–4, 6–4        |
| Venceu | 11–3 | Outubro de 2010  | Londrina, Brasil                   | 10 000    | saibro           | Verónica Cepede Royg    | 6–4, 6–0        |
| Venceu | 10–3 | Outubro de 2010  | Arujá, Brasil                      | 10 000    | saibro           | Vanesa Furlanetto       | 4–6, 6–4, 6–1   |
| Venceu | 9–3  | Dezembro de 2008 | Buenos Aires, Argentina            | 10 000    | saibro           | Emilia Yorio            | 6–2, 6–1        |
| Venceu | 8–3  | Agosto de 2007   | Bogotá, Colômbia                   | 25 000    | saibro           | Frederica Piedade       | 7–62, 6–2       |
| Venceu | 7–3  | Agosto de 2007   | Campos do Jordão, Brasil           | 25 000    | duro             | Maria Fernanda Alves    | 6–4, 6–2        |
| Perdeu | 6–3  | Maio de 2007     | Viena, Áustria                     | 10 000    | saibro           | Darija Jurak            | 6–1, 1–6, 6–2   |
| Venceu | 6–2  | Março de 2007    | Foggia, Itália                     | 10 000    | saibro           | Rebeca Bou Nogueiro     | 6–4, 6–3        |
| Venceu | 5–2  | Março de 2007    | Amiens, França                     | 10 000    | saibro (coberto) | Audrey Bergot           | 7–5, 3–6, 6–1   |
| Venceu | 4–2  | Março de 2007    | Atenas, Grécia                     | 10 000    | saibro           | Violette Huck           | 6–2, 6–1        |
| Perdeu | 3–2  | Novembro de 2006 | Córdoba, Argentina                 | 10 000    | saibro           | Yanina Wickmayer        | 6–1, 46–7, 6–0  |
| Venceu | 3–1  | Novembro de 2006 | Itajaí, Brasil                     | 10 000    | saibro           | Veronica Spiegel        | 4–6, 6–1, 6–1   |
| Venceu | 2–1  | Outubro de 2006  | Santiago, Chile                    | 10 000    | saibro           | Mailen Auroux           | 4–6, 6–2, 6–3   |
| Perdeu | 1–1  | Outubro de 2006  | Córdoba, Argentina                 | 10 000    | saibro           | Vanesa Furlanetto       | 1–6, 6–1, 7–5   |
| Venceu | 1–0  | Outubro de 2006  | São Miguel de Tucumã, Argentina    | 10 000    | saibro           | Vivian Segnini          | 6–2, 6–1        |

#### Duplas: 22 (10 títulos, 12 vices)
| Status | V–D   | Data             | Cidade/país              | Categoria | Piso             | Parceira               | Adversárias                              | Resultado         |
| ------ | ----- | ---------------- | ------------------------ | --------- | ---------------- | ---------------------- | ---------------------------------------- | ----------------- |
| Perdeu | 10–12 | Julho de 2014    | Biarritz, França         | 100 000   | saibro           | Lourdes Domínguez Lino | Florencia Molinero Stephanie Vogt        | 2–6, 2–6          |
| Perdeu | 10–11 | Maio de 2013     | Cagnes-sur-Mer, França   | 100 00    | saibro           | Catalina Castaño       | Vania King Arantxa Rus                   | 4–6, 7–5, [10–8]  |
| Perdeu | 10–10 | Outubro de 2012  | Sevilha, Espanha         | 25 000    | saibro           | Aleksandrina Naydenova | Paula Kania Katarzyna Piter              | 5–7, 6–4, [10–6]  |
| Perdeu | 10–9  | Setembro de 2012 | Saint-Malo, França       | 25 000    | saibro           | Aleksandrina Naydenova | Pemra Özgen Alyona Sotnikova             | 6–4, 7–66         |
| Perdeu | 10–8  | Setembro de 2012 | Mont-de-Marsan, França   | 25 000    | saibro           | Aleksandrina Naydenova | Timea Bacsinszky Mihaela Buzărnescu      | 6–4, 6–1          |
| Perdeu | 10–7  | Junho de 2012    | Zlín, República Tcheca   | 25 000    | saibro           | Verónica Cepede Royg   | Elitsa Kostova Jasmina Tinjić            | 4–6, 6–1, [10–8]  |
| Venceu | 10–6  | Maio de 2012     | Rosário, Argentina       | 25 000    | saibro           | Nicole Rottmann        | Verónica Cepede Royg Luciana Sarmenti    | 6–2, 7–5          |
| Venceu | 9–6   | Abril de 2012    | Pomezia, Itália          | 10 000    | saibro           | Bianca Botto           | Benedetta Davato Anne Schäfer            | 7–63, 6–2         |
| Perdeu | 8–6   | Dezembro de 2011 | Buenos Aires, Argentina  | 25 000    | saibro           | Vivian Segnini         | Mailen Auroux María Irigoyen             | 6–1, 6–3          |
| Venceu | 8–5   | Julho de 2011    | Campos do Jordão, Brasil | 25 000    | duro             | Fernanda Hermenegildo  | Maria Fernanda Alves Roxane Vaisemberg   | 3–6, 7–65, [11–9] |
| Venceu | 7–5   | Julho de 2011    | Denain, França           | 25 000    | saibro           | Verónica Cepede Royg   | Céline Ghesquière Elixane Lechemia       | 6–1, 6–1          |
| Perdeu | 6–5   | Março de 2011    | Poza Rica, México        | 10 000    | duro             | Fernanda Hermenegildo  | Macall Harkins Nicole Rottmann           | 6–2, 6–4          |
| Venceu | 6–4   | Novembro de 2008 | Buenos Aires, Argentina  | 10 000    | saibro           | Fernanda Hermenegildo  | Tatiana Búa María Irigoyen               | 6–3, 6–2          |
| Venceu | 5–4   | Novembro de 2007 | Sintra, Portugal         | 25 000    | saibro (coberto) | Nicole Clerico         | Joana Cortez Roxane Vaisemberg           | 6–4, 6–2          |
| Perdeu | 4–4   | Novembro de 2007 | Jounieh, Líbano          | 25 000    | saibro           | Nicole Clerico         | Olga Brózda Maria Kondratieva            | 6–3, 6–1          |
| Perdeu | 4–3   | Setembro de 2007 | Sófia, Bulgária          | 25 000    | saibro           | Joana Cortez           | Mihaela Buzărnescu Magdalena Kiszczyńska | 6–4, 26–7, [10–4] |
| Perdeu | 4–2   | Agosto de 2007   | Bogotá, Colômbia         | 25 000    | saibro           | Ana Clara Duarte       | Joana Cortez Roxane Vaisemberg           | 5–7, 6–4, 6–4     |
| Perdeu | 4–1   | Julho de 2007    | Mont-de-Marsan, França   | 25 000    | saibro           | Joana Cortez           | Nina Bratchikova Neuza Silva             | 6–3, 7–63         |
| Venceu | 4–0   | Maio de 2007     | Viena, Áustria           | 10 000    | saibro           | Nikola Hofmanova       | Katarína Poljaková Zuzana Zlochová       | 7–61, 6–3         |
| Venceu | 3–0   | Março de 2007    | Amiens, França           | 10 000    | saibro (coberto) | Marcella Koek          | Monika Krauze Anna Savitskaya            | 6–1, 6–0          |
| Venceu | 2–0   | Novembro de 2006 | Córdoba, Argentina       | 10 000    | saibro           | Yanina Wickmayer       | Florencia Molinero Veronica Spiegel      | 7–5, 6–4          |
| Venceu | 1–0   | Novembro de 2006 | Itajaí, Brasil           | 10 000    | saibro           | Yanina Wickmayer       | Fernanda Hermenegildo Monika Kochanová   | 6–3, 6–3          |

## Participações em Jogos Olímpicos

### Jogos Olímpicos de 2016
Tênis nos Jogos Olímpicos de Verão de 2016
| Atleta                                  | Evento  | 1ª fase                  | 2ª fase                                    | Oitavas de final                     | Quartas de final                       | Semifinais             | Final                  |             |
| Atleta                                  | Evento  | Adversário e resultado   | Adversário e resultado                     | Adversário e resultado               | Adversário e resultado                 | Adversário e resultado | Adversário e resultado |             |
| --------------------------------------- | ------- | ------------------------ | ------------------------------------------ | ------------------------------------ | -------------------------------------- | ---------------------- | ---------------------- | ----------- |
| BRA Teliana Pereira                     | Simples | FRA C. Garcia D 1-6, 2-6 | Não avançou                                | Não avançou                          | Não avançou                            | Não avançou            | Não avançou            | Não avançou |
| BRA Teliana Pereira BRA Paula Gonçalves | Duplas  | n/a                      | ESP C. Navarro/G. Muguruza D 6-7(6–8), 2-6 | Não avançou                          | Não avançou                            | Não avançou            | Não avançou            | Não avançou |
| BRA Teliana Pereira BRA Marcelo Melo    | Duplas  | n/a                      | n/a                                        | FRA C. Garcia/Mahut V 7-6(4), 7-6(1) | USA B. Mattek-Sands/J. Sock D 4–6, 4–6 | Não avançou            | Não avançou            | Não avançou |

## Participações em Jogos Pan-Americanos

### Jogos Pan-Americanos de 2007
Tênis nos Jogos Pan-Americanos de 2007
| Atleta                               | Evento  | 1ª fase                        | 2ª fase                | Oitavas de final       | Quartas de final                         | Semifinais                                      | Final                                                    | Pos.   |
| Atleta                               | Evento  | Adversário e resultado         | Adversário e resultado | Adversário e resultado | Adversário e resultado                   | Adversário e resultado                          | Adversário e resultado                                   | Pos.   |
| ------------------------------------ | ------- | ------------------------------ | ---------------------- | ---------------------- | ---------------------------------------- | ----------------------------------------------- | -------------------------------------------------------- | ------ |
| BRA Teliana Pereira                  | Simples | CAN A. Wozniak D 3-6, 6-0, 0-6 | Não avançou            | Não avançou            | Não avançou                              | Não avançou                                     | Não avançou                                              | 17º    |
| BRA Joana Cortez BRA Teliana Pereira | Duplas  |                                |                        | Bye                    | CUB Y. Fors CUB Y. Nuñez V 5-7, 7-5, 6-4 | COL K. Castiblanco COL M. Duque D 5-7, 6-2, 2-6 | Disputa do Bronze: USA A. Cohen USA M. Falcon V 7-5, 6-0 | Bronze |